# Augustin Prudent de Chabot-Duparc
Augustin Prudent, comte de Chabot-Duparc, est un homme politique français né le 3 avril 1766 à Nantes (Loire-Atlantique) et décédé le 20 décembre 1849 à Nantes.

## Biographie
Augustin Prudent de Chabot est le fils de Charles Augustin, comte de Chabot, seigneur du Hallay, de Baromieu, de Thénies, du Bouchard et du Parc Soubise, officier au régiment de la Couronne, et de Michelle Françoise Le Boteuc de Coëtsal.
Sous la Révolution, il sert au sein de l'Armée des émigrés et prend part à l'expédition de Quiberon et aux combats en Vendée. 
En 1815, sous les Cents-Jours, il prend part à la tentative de soulèvement vendéen.
Propriétaire terrien à Mouchamps, il est député de la Vendée, le 24 novembre 1827, au collège de département. Il prend place au côté droit et vote avec les royalistes, mais ne compte point parmi les ultras. Une biographie de 1829, favorable aux constitutionnels, prête au comte de Chabot « des mœurs douces et tolérantes et des sentiments patriotiques ».

## Sources
- « Augustin Prudent de Chabot-Duparc », dans Adolphe Robert et Gaston Cougny, Dictionnaire des parlementaires français, Edgar Bourloton, 1889-1891 [détail de l’édition]